# Ladislav Deák
Ladislav Deák (ur. 13 stycznia 1931 w Markovcach, zm. 15 listopada 2011 w Bratysławie) – słowacki historyk, specjalista od historii Europy Środkowej i Bałkanów w okresie międzywojennym.
W 1957 r. ukończył studia na Wydziale Filozoficznym Uniwersytetu Komeńskiego. Najpierw pracował jako nauczyciel, od 1962 r. jako historyk w Instytucie Historii Krajów Socjalistycznych Słowackiej Akademii Nauk.
Jego dorobek obejmuje 15 publikacji książkowych, autorskich bądź współtworzonych.
Pośmiertnie, w 2012 r., został odznaczony Orderem Ľudovíta Štúra I klasy za nadzwyczajne zasługi i całokształt działalności na rzecz rozwoju kultury, zwłaszcza w dziedzinie nauk historycznych.

## Publikacje (wybór)
- Európa na prelome-roky 1932 – 1933 (współautorstwo z Valeriánem Bystrickim 1973)
- Zápas o strednú Európu 1933 – 1939 (1986)
- Politický profil Jánoša Esterházyho (Ministerstvo kultúry Slovenskej republiky vo vyd. Kubko Goral 1995)
- Súčasníci o Trianone red. Ladislav Deák (Kubko Goral Brat. 1996)
- Viedenská arbitráž 2. november 1938. Dokumenty zv. I., II. (Matica slovenská Martin 2003)